# Pol 3.14
Pol o Pol 3.14 és un grup de música espanyol que està integrat per Pol (el seu nom veritable és Joaquín), per Ricardo, Borja i Christian. Va arribar a la popularitat per interpretar les seves cançons en l'última temporada de Los hombres de Paco. Les seves cançons més conegudes són Lo que no ves, seguida de Bipolar, la més important per al grup, ja que va ser la cançó amb la qual van arribar a la televisió, i A ras de cielo, que forma part de la banda sonora de la pel·lícula espanyola Tres metros sobre el cielo.

## Biografia

### Inicis
Pol comença l'any 2005 tocant als bars madrilenys acompanyat de la seva guitarra. Posteriorment inicia la composició de les seves pròpies cançons i coneix a la resta de la seva banda a la qual podem denominar 3.14.
A les seves actuacions cada vegada es sumava més gent fins que en 2009 li va arribar l'oportunitat de participar en la sèrie Los hombres de Paco. Arran de l'èxit de les cançons, la productora decideix publicar el primer disc de Pol 3.14.

### Disc "Pol 3.14"
El videoclip del seu primer single, Bipolar, s'estrenà el 20 d'abril de 2010, va ser gravat a Londres i la producció va estar a càrrec de 'Them Films'.
L'1 de juny de 2010 es va llançar al mercat el primer disc del grup, de nom homònim, sota la producció de Manel Santisteban i Suso Saiz. El disc reuneix deu cançons poderoses i sòlides compostes en la seva majoria per Pol, gravades sense més suport que el d'una guitarra, el baix, la bateria i la veu. El disc roman 3 setmanes en la llista dels més venuts a Espanya.
A l'estiu de 2010, Pol 3.14 inicia una gira per primera vegada per tota la geografia espanyola promocionant el seu nou disc de la mà de 40 principals. Una vegada finalitzada la gira amb els 40 principals, la gira ja passa a denominar-se 'Pol 3.14'.
L'1 de juny de 2010, surt ala venda el seu Primer àlbum, l'homònim "Pol 3.14", Produït Per Manel Santisteban i Suso Saiz
El 7 d'octubre de 2010 es llança el videoclip de Lo que no ves, en aquesta ocasió la veu de Pol està acompanyada de la sensual veu de Marisa del Rosari del grup Ecuanimes i una vegada més és produït per 'Them Films'.
El 16 d'octubre es coneix la seva nominació a l'Artista Revelació 2010 en els Premis 40 principals, el premi fou finalment per a Maldita Nerea.

## Discografia
| • Pol 3.14 (2010) |
| --- |
| 1. Lluvia En Las Pestañas 2. Bipolar 3. Paracaídas 4. Lo Que No Ves 5. Simplemente 6. Piensa 7. En La Terminal 8. Hoy Está Bien 9. Astronauta 10. Sobrenatural + Suerte |

| • Jóvenes Eternamente (2012) |
| --- |
| 1. Tu Night 2. La Parte Artificial (feat. David Otero "El Pescao" 3. Jóvenes Eternamente 4. Un Millón De Mariposas 5. La Patinadora 6. Esta Noche Es Bella 7. En Nuestro Retrovisor 8. Ultraligero 9. Amantes En Barcelona 10. En Shock 11. Lo Que Pasó 12. El Aire (Está Cargándose De Nuestro Amor |

## Col·laboracions
- A ras de cielo per a la pel·lícula 3MSC
- Al mundo entero per a Coca Cola Music Experience.
- Jovenes eternamente per a la pel·lícula fuga de cerebros 2

## Premis
| Premi                | Categoria         | Any  | Nominat  | Resultat |
| -------------------- | ----------------- | ---- | -------- | -------- |
| Premis 40 Principals | Artista Revelació | 2010 | Pol 3.14 | Nominat  |

## Curiositats
Quan van preguntar a en Pol sobre el nom del grup, aquest va respondre que en la seva època estudiantil vivia prop del col·legi, així que entre classe de matí i tarda feia la migdiada i li deia a la seva mare que el despertés a les 3:14, fent que ella digués "Pol 3,14".

## Èxit a la xarxa
Sens dubte en la decisió de publicar el disc va influir el gran moviment de les cançons de Pol per moltes pàgines d'Internet.
- A la xarxa social Tuenti va aconseguir més d'1.800.000[3] vistes al video de l'actuació a 'Los hombres de Paco' de la cançó Lo que no ves.
- El seu canal oficial de videos compta amb més de 4.000.000[4] reproduccions.